# Stare Kurowo (village)
Pour les articles homonymes, voir Stare Kurowo.
Stare Kurowo (prononciation : [ˈstarɛ kuˈrɔvɔ]) est un village polonais de la gmina de Stare Kurowo dans le powiat de Strzelce-Drezdenko de la voïvodie de Lubusz dans l'ouest de la Pologne.
Le village est le siège administratif (chef-lieu) de la gmina appelée gmina de Stare Kurowo.
Il se situe à environ 9 kilomètres à l'est de Strzelce Krajeńskie (siège du powiat) et 30 kilomètres au nord-est de Gorzów Wielkopolski (capitale de la voïvodie).

## Histoire
Le nom germanique du village était:Altkarbe. Jusqu'en 1945, Altkarbe fait partie de l'arrondissement de Friedeberg-en-Nouvelle-Marche dans le district de Francfort au sein de la province de Brandebourg.
Après la Seconde Guerre mondiale, avec la mise en œuvre de la ligne Oder-Neisse, le village est intégré à la République populaire de Pologne. La population d'origine allemande est expulsée et remplacée par des polonais.
De 1975 à 1998, le village appartenait administrativement à la voïvodie de Gorzów.

Depuis 1999, il appartient administrativement à la voïvodie de Lubusz